# Talca

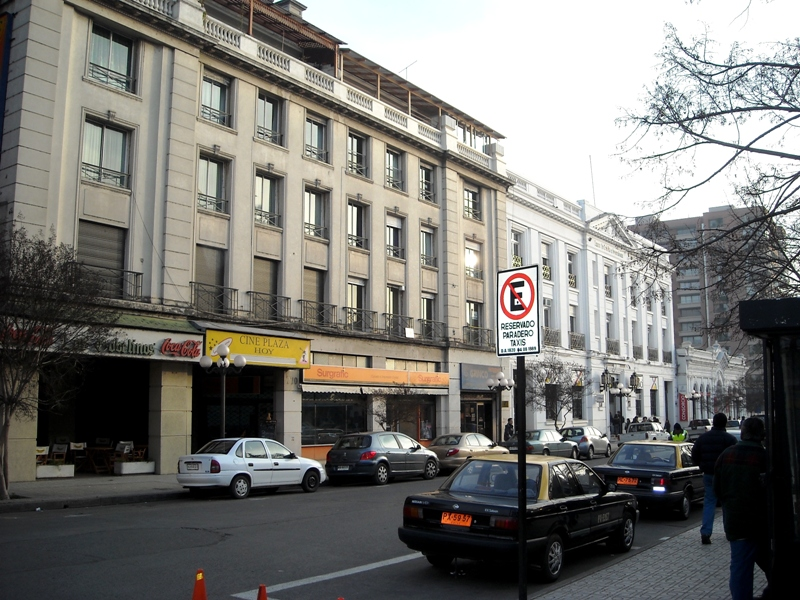
Edificis a la plaça d'Armas, al centre de Talca

Talca és una ciutat del centre-sud de Xile, capital de la Província de Talca i de la VII Regió del Maule.
La comuna de Talca té una població de 201.977 habitants (cens 2002) i una superfície de 232 km². Segons estimacions de l'INE per a l'any 2008 la comuna tindria 235.000 habitants. Actualment la comuna acull a un 22,24% (aproximat) de la població total de la Regió del Maule.
És una cruïlla important de vies de comunicació, ja que és el punt de partida de la Carretera Internacional CH-115 a la Província de Mendoza, Argentina. Per Talca passa la Carretera Panamericana (Ruta 5).
Per la seva ubicació estratègica, aquesta ciutat és el punt de partida per al desplaçament cap als llocs i atraccions turístiques del centre-sud de Xile: Llacs Vichuquén i Colbún, camps, vinyes, etc.
Integra per se el Districte Electoral N° 37 i pertany a la 10a Circumscripció Senatorial (Maule nord).